# Agromyza cercispinosa
Agromyza cercispinosa är en tvåvingeart som beskrevs av Mitsuhiro Sasakawa 2005. Agromyza cercispinosa ingår i släktet Agromyza och familjen minerarflugor. Inga underarter finns listade i Catalogue of Life.